# Dicrostonyx groenlandicus
Dicrostonyx groenlandicus é uma espécie de roedor da família Cricetidae.
Apenas pode ser encontrada na Rússia.
Os seus habitats naturais são: tundras.
Está ameaçada por perda de habitat.